# Karl-Gustav Fogel
Karl Jakob Gustav (Karl-Gustav) Fogel, född 7 juni 1921 i Munsala, död 23 juni 1997 i Åbo, var en finländsk kärnfysiker.
Fogel framlade 1949 en doktorsavhandling om kärnkrafternas natur enligt den så kallade Yukawamodellen (doktorsgraden tog han ut först 1968). Han var 1954–1985 professor i fysik vid Åbo Akademi, var 1961–1964 dekanus för matematisk-naturvetenskapliga fakulteten, akademins prorektor 1964–1969 och rektor 1969–1975.
Fogel var en drivande kraft då de skandinaviska ländernas gemensamma institution för teoretisk atomfysik, Nordita, inrättades i Köpenhamn. Han verkade även för tillkomsten av forskningsinstitutet för teoretisk fysik vid Helsingfors universitet och tillhörde under en följd av år dessa institutioners styrelser.